# 岸宏子
岸 宏子（きし ひろこ、1922年5月5日 - 2014年12月2日）は、日本の放送作家、小説家。

## 人物
三重県出身。阿山高等女学校卒。
1942年、小説「醜女」で厚生省公募の勤労文化賞受賞。以後、ラジオ、テレビ等に作品を発表。
1977年、銀河テレビ小説『巣箱』の脚本に対して、第14回ギャラクシー賞・選奨を受賞。
NHK名古屋放送局制作のドラマの脚本を多く書いた。ほか名古屋周辺の歴史を中心とする著作も多い。
これらの功績から第46回NHK放送文化賞（1994年度）を受賞した。
1990年には紫綬褒章、1995年には勲四等宝冠章を受章した。
2014年12月2日、慢性心不全のため死去。92歳没。遺言により、自宅や株式、預貯金、著書・蔵書のみならず、岸の保有する著作権と著作権料まで故郷の伊賀市に寄贈された。
2022年には、岸の生誕100周年を記念して出世作『ある開花』の復刻版が出版された。

## 主な作品

### 著書
- いのちが青くもえている 甲文社 1949
- ある開花 墨水書房 1965
- 福寿草の歌 トラック王田口利八の歩んだ道 中部財界社 1968
- 木つ端聖円空 中日新聞本社 1974
- 水の勲章 中日新聞本社 1975
- 若き日の芭蕉 中日新聞本社 1975
- 九鬼水軍物語 夕映えの海 六法出版社 1975
- 荒木又右衛門 中日新聞本社 1976
- 戦国鴉 高虎・五右衛門・半蔵 中日新聞本社 1978.8
- 尾張の柳生家 中日新聞本社 1978.11
- 北政所 中日新聞本社 1980.9
- お市の方 伊勢新聞社出版局 1981.10 (伊勢文庫歴史シリーズ)
- 阿国と山三 伊勢新聞社出版局 1981.10 (伊勢文庫歴史シリーズ)
- 黒田の悪党 伊勢新聞社出版局 1981.10 (伊勢文庫歴史シリーズ)
- もういちど春 中日新聞本社 1985.9
- 忍び歌 くノ一聞き書き エフエー出版 1985.11
- 斎藤道三 美濃戦国伝「虹の城」 エフエー出版 1986.1
- 本居家の女たち エフエー出版 1988.1
- 嘘と明日があればこそ エフエー出版 1990.1
- 江戸・管理職哀歌 藤堂藩伊賀城代家老の日誌より エフエー出版 1990.9
- 唐九郎まんげ鏡 日本放送出版協会 1991.6
- 越後屋おらく 小説・三井高利の母 エフエー出版 1992.5
- 親父よ。 小説・島津源蔵 エフエー出版 1993.5
- 光太夫帰国 遠きロシアより 中日新聞本社 1996.4
- おもかげ記 藤堂高虎 知玄舎 1999.3
- 真説今昔物語 煮ても焼いても食えない人々 水曜社 2004.12

### 脚本
- 銀河テレビ小説（NHK総合）
  - 『巣箱』（1976年）
  - 『おまさ』（1980年）
  - 『祈願満願』（1981年）
  - 『旅びと』（1983年）

## 参考
- 日本人名大事典